# Премия «Золотая малина» за худшую мужскую роль
Список награждённых премией «Золотая малина» за худшую мужскую роль включает всех лауреатов и номинантов премии «Золотая малина» за худшую мужскую роль. Эта категория относится к основным, и награды в ней вручаются ежегодно с 1981 года.
В номинации с 1980 года участвовало более 100 актёров, в том числе одна актриса и один макет акулы. Лидером по числу номинаций и призов является актёр Сильвестр Сталлоне, он был четыре раза удостоен и ещё двенадцать раз номинирован на соискание «Золотой малины» за худшую мужскую роль. За ним следуют Кевин Костнер, Адам Сэндлер, Джон Траволта и Поли Шор.
В 2005 году Арнольд Шварценеггер, который к тому моменту был четыре раза номинирован на премию «Золотая малина», но так ни разу и не получил её, был удостоен отдельной награды как худший неудачник за первые 25 лет существования «Золотой малины».

## Лауреаты и номинанты
Здесь приведён полный список номинантов.
 Лауреаты выделены отдельным цветом. 

### 1980—1989
| За год | Ном. | Фотографии лауреатов                                               | Лауреаты и номинанты                                       |
| ------ | ---- | ------------------------------------------------------------------ | ---------------------------------------------------------- |
| 1980   | 1-я  |                                                                    | • Нил Даймонд — «Певец джаза»                              |
| 1980   | 1-я  | • Майкл Бек — «Ксанаду»                                            |                                                            |
| 1980   | 1-я  | • Роберт Блейк — «Coast to Coast»                                  |                                                            |
| 1980   | 1-я  | • Брюс Дженнер — «Музыку не остановить»                            |                                                            |
| 1980   | 1-я  | • Сэм Джонс — «Флэш Гордон»                                        |                                                            |
| 1980   | 1-я  | • Ричард Дрейфус — «Состязание»                                    |                                                            |
| 1980   | 1-я  | • Кирк Дуглас — «Сатурн-3»                                         |                                                            |
| 1980   | 1-я  | • Майкл Кейн — «Бритва» и «Остров»                                 |                                                            |
| 1980   | 1-я  | • Энтони Хопкинс — «Смена времён года»                             |                                                            |
| 1981   | 2-я  |                                                                    | • Клинтон Спилсбери — «Легенда об одиноком рейнджере»      |
| 1981   | 2-я  | • Брюс Дерн — «Тату»                                               |                                                            |
| 1981   | 2-я  | • Гэри Коулман — «На правильном пути»                              |                                                            |
| 1981   | 2-я  | • Крис Кристофферсон — «Врата рая» и «Вся эта дребедень»           |                                                            |
| 1981   | 2-я  | • Ричард Харрис — «Тарзан, человек-обезьяна»                       |                                                            |
| 1982   | 3-я  |                                                                    | • Лоренс Оливье — «Инчхон»                                 |
| 1982   | 3-я  | • Кристофер Аткинс — «Пиратский фильм»                             |                                                            |
| 1982   | 3-я  | • Лучано Паваротти — «Да, Джорджио»                                |                                                            |
| 1982   | 3-я  | • Арнольд Шварценеггер — «Конан-варвар»                            |                                                            |
| 1982   | 3-я  | • Вилли Эймс — «Рай» и «Стукнутый»                                 |                                                            |
| 1983   | 4-я  |                                                                    | • Кристофер Аткинс — «Ночь на небесах»                     |
| 1983   | 4-я  | • Ллойд Бокнер — «Одинокая леди»                                   |                                                            |
| 1983   | 4-я  | • Барбра Стрейзанд — в роли мужчины в фильме «Йентл»               |                                                            |
| 1983   | 4-я  | • Джон Траволта — «Остаться в живых» и «Хорошая пара»              |                                                            |
| 1983   | 4-я  | • Лу Ферриньо — «Геркулес»                                         |                                                            |
| 1984   | 5-я  |                                                                    | • Сильвестр Сталлоне — «Горный хрусталь»                   |
| 1984   | 5-я  | • Лоренцо Ламас — «Утёс тела»                                      |                                                            |
| 1984   | 5-я  | • Джерри Льюис — «Фарс»                                            |                                                            |
| 1984   | 5-я  | • Питер О’Тул — «Супердевушка»                                     |                                                            |
| 1984   | 5-я  | • Бёрт Рейнольдс — «Гонки «Пушечное ядро» 2» и «Заваруха в городе» |                                                            |
| 1985   | 6-я  |                                                                    | • Сильвестр Сталлоне — «Рэмбо: Первая кровь 2» и «Рокки 4» |
| 1985   | 6-я  | • Дивайн — «Страсть в пыли»                                        |                                                            |
| 1985   | 6-я  | • Ричард Гир — «Царь Давид»                                        |                                                            |
| 1985   | 6-я  | • Аль Пачино — «Революция»                                         |                                                            |
| 1985   | 6-я  | • Джон Траволта — «Идеально»                                       |                                                            |
| 1986   | 7-я  |                                                                    | • Принс — «Под вишневой луной»                             |
| 1986   | 7-я  | • Джадд Нельсон — «Блу-сити»                                       |                                                            |
| 1986   | 7-я  | • Шон Пенн — «Шанхайский сюрприз»                                  |                                                            |
| 1986   | 7-я  | • Сильвестр Сталлоне — «Кобра»                                     |                                                            |
| 1986   | 7-я  | • Эмилио Эстевес — «Максимальное ускорение»                        |                                                            |
| 1987   | 8-я  |                                                                    | • Билл Косби — «Леонард 6»                                 |
| 1987   | 8-я  | • «Брюс акула» — «Челюсти: Месть»                                  |                                                            |
| 1987   | 8-я  | • Джадд Нельсон — «Шквальный огонь»                                |                                                            |
| 1987   | 8-я  | • Райан О’Нил — «Крутые ребята не танцуют»                         |                                                            |
| 1987   | 8-я  | • Сильвестр Сталлоне — «Изо всех сил»                              |                                                            |
| 1988   | 9-я  |                                                                    | • Сильвестр Сталлоне — «Рэмбо III»                         |
| 1988   | 9-я  | • Боб Голдтуэйт — «Удачное наследство»                             |                                                            |
| 1988   | 9-я  | • Том Круз — «Коктейль»                                            |                                                            |
| 1988   | 9-я  | • Джеки Мейсон — «Гольф-клуб 2»                                    |                                                            |
| 1988   | 9-я  | • Бёрт Рейнольдс — «Полицейский по найму» и «Переключая каналы»    |                                                            |
| 1989   | 10-я |                                                                    | • Уильям Шетнер — «Звёздный путь 5: Последний рубеж»       |
| 1989   | 10-я | • Тони Данца — «Она больше не слушает»                             |                                                            |
| 1989   | 10-я | • Ральф Маччио — «Парень-каратист 3»                               |                                                            |
| 1989   | 10-я | • Сильвестр Сталлоне — «Взаперти» и «Танго и Кэш»                  |                                                            |
| 1989   | 10-я | • Патрик Суэйзи — «Ближайший родственник» и «Дом у дороги»         |                                                            |

### 1990—1999
| За год | Ном. | Фотографии лауреатов                                                            | Лауреаты и номинанты                                                 |
| ------ | ---- | ------------------------------------------------------------------------------- | -------------------------------------------------------------------- |
| 1990   | 11-я |                                                                                 | • Эндрю Дайс Клэй — «Приключения Форда Фэрлейна»                     |
| 1990   | 11-я | • Принс — «Мост граффити»                                                       |                                                                      |
| 1990   | 11-я | • Микки Рурк — «Часы отчаяния» и «Дикая орхидея»                                |                                                                      |
| 1990   | 11-я | • Джордж Кэмпбелл Скотт — «Изгоняющий дьявола 3»                                |                                                                      |
| 1990   | 11-я | • Сильвестр Сталлоне — «Рокки 5»                                                |                                                                      |
| 1991   | 12-я |                                                                                 | • Кевин Костнер — «Робин Гуд: Принц воров»                           |
| 1991   | 12-я | • Эндрю Дайс Клэй — «Весёлая жизнь Дайса Клея»                                  |                                                                      |
| 1991   | 12-я | • Сильвестр Сталлоне — «Оскар»                                                  |                                                                      |
| 1991   | 12-я | • Брюс Уиллис — «Гудзонский ястреб»                                             |                                                                      |
| 1991   | 12-я | • Ванилла Айс — «Холодный, как лёд»                                             |                                                                      |
| 1992   | 13-я |                                                                                 | • Сильвестр Сталлоне — «Стой! Или моя мама будет стрелять»           |
| 1992   | 13-я | • Майкл Дуглас — «Основной инстинкт» и «Свет во тьме»                           |                                                                      |
| 1992   | 13-я | • Кевин Костнер — «Телохранитель»                                               |                                                                      |
| 1992   | 13-я | • Джек Николсон — «Хоффа» и «Людские неприятности»                              |                                                                      |
| 1992   | 13-я | • Том Селлек — «Предки!»                                                        |                                                                      |
| 1993   | 14-я |                                                                                 | • Бёрт Рейнольдс — «Полицейский с половиной»                         |
| 1993   | 14-я | • Уильям Болдуин — «Щепка»                                                      |                                                                      |
| 1993   | 14-я | • Уиллем Дефо — «Тело как улика»                                                |                                                                      |
| 1993   | 14-я | • Роберт Редфорд — «Непристойное предложение»                                   |                                                                      |
| 1993   | 14-я | • Арнольд Шварценеггер — «Последний киногерой»                                  |                                                                      |
| 1994   | 15-я |                                                                                 | • Кевин Костнер — «Уайетт Эрп»                                       |
| 1994   | 15-я | • Маколей Калкин — «Наравне с отцом», «Повелитель страниц» и «Богатенький Ричи» |                                                                      |
| 1994   | 15-я | • Стивен Сигал — «В смертельной зоне»                                           |                                                                      |
| 1994   | 15-я | • Сильвестр Сталлоне — «Специалист»                                             |                                                                      |
| 1994   | 15-я | • Брюс Уиллис — «Цвет ночи» и «Норт»                                            |                                                                      |
| 1995   | 16-я |                                                                                 | • Поли Шор — «Присяжный»                                             |
| 1995   | 16-я | • Кевин Костнер — «Водный мир»                                                  |                                                                      |
| 1995   | 16-я | • Кайл Маклахлен — «Шоугёлз»                                                    |                                                                      |
| 1995   | 16-я | • Киану Ривз — «Джонни-мнемоник» и «Прогулка в облаках»                         |                                                                      |
| 1995   | 16-я | • Сильвестр Сталлоне — «Наёмные убийцы» и «Судья Дредд»                         |                                                                      |
| 1996   | 17-я | Том Арнольд · Поли Шор                                                          | • Том Арнольд — «Большие парни», «Автостоянка» и «Семейка придурков» |
| 1996   | 17-я | Том Арнольд · Поли Шор                                                          | • Поли Шор — «Био-Дом»                                               |
| 1996   | 17-я | Том Арнольд · Поли Шор                                                          | • Киану Ривз — «Цепная реакция»                                      |
| 1996   | 17-я | Том Арнольд · Поли Шор                                                          | • Сильвестр Сталлоне — «Дневной свет»                                |
| 1996   | 17-я | Том Арнольд · Поли Шор                                                          | • Адам Сэндлер — «Пуленепробиваемый» и «Счастливчик Гилмор»          |
| 1997   | 18-я |                                                                                 | • Кевин Костнер — «Почтальон»                                        |
| 1997   | 18-я | • Джон Войт — «Анаконда»                                                        |                                                                      |
| 1997   | 18-я | • Вэл Килмер — «Святой»                                                         |                                                                      |
| 1997   | 18-я | • Шакил О’Нил — «Сталь»                                                         |                                                                      |
| 1997   | 18-я | • Стивен Сигал — «Огонь из преисподней»                                         |                                                                      |
| 1998   | 19-я |                                                                                 | • Брюс Уиллис — «Армагеддон», «Меркурий в опасности» и «Осада»       |
| 1998   | 19-я | • Райан О’Нил — «Гори, Голливуд, гори»                                          |                                                                      |
| 1998   | 19-я | • Адам Сэндлер — «Маменькин сыночек»                                            |                                                                      |
| 1998   | 19-я | • Рэйф Файнс — «Мстители»                                                       |                                                                      |
| 1998   | 19-я | • Райан Филлипп — «Студия 54»                                                   |                                                                      |
| 1999   | 20-я |                                                                                 | • Адам Сэндлер — «Большой папа»                                      |
| 1999   | 20-я | • Кевин Клайн — «Дикий, дикий Вест»                                             |                                                                      |
| 1999   | 20-я | • Кевин Костнер — «Ради любви к игре» и «Послание в бутылке»                    |                                                                      |
| 1999   | 20-я | • Арнольд Шварценеггер — «Конец света»                                          |                                                                      |
| 1999   | 20-я | • Робин Уильямс — «Двухсотлетний человек» и «Яков лжец»                         |                                                                      |

### 2000—2009
| За год | Ном. | Фотографии лауреатов | Лауреаты и номинанты                                                           |
| ------ | ---- | --- | ------------------------------------------------------------------------------ |
| 2000   | 21-я | | • Джон Траволта — «Поле битвы: Земля» и «Счастливые номера»                    |
| 2000   | 21-я | • Леонардо Ди Каприо — «Пляж» |                                                                                |
| 2000   | 21-я | • Сильвестр Сталлоне — «Убрать Картера»                                                                                                   |                                                                                |
| 2000   | 21-я | • Адам Сэндлер — «Никки, дьявол-младший»                                                                                                  |                                                                                |
| 2000   | 21-я | • Арнольд Шварценеггер — «6-й день» |                                                                                |
| 2001   | 22-я | | • Том Грин — «Пошёл ты, Фредди!»                                               |
| 2001   | 22-я | • Бен Аффлек — «Пёрл-Харбор» |                                                                                |
| 2001   | 22-я | • Кевин Костнер — «3000 миль до Грейсленда»                                                                                               |                                                                                |
| 2001   | 22-я | • Киану Ривз — «Хардбол» и «Сладкий ноябрь»                                                                                               |                                                                                |
| 2001   | 22-я | • Джон Траволта — «Скрытая угроза» и «Пароль «Рыба-меч»»                                                                                  |                                                                                |
| 2002   | 23-я | | • Роберто Бениньи — «Пиноккио»                                                 |
| 2002   | 23-я | • Адриано Джаннини — «Унесённые» |                                                                                |
| 2002   | 23-я | • Эдди Мерфи — «Приключения Плуто Нэша»                                                                                                   |                                                                                |
| 2002   | 23-я | • Стивен Сигал — «Ни жив ни мёртв» |                                                                                |
| 2002   | 23-я | • Адам Сэндлер — «Миллионер поневоле» и «Восемь безумных ночей»                                                                           |                                                                                |
| 2003   | 24-я | | • Бен Аффлек — «Джильи», «Сорвиголова» и «Час расплаты»                        |
| 2003   | 24-я | • Кьюба Гудинг — «Радио», «Борьба с искушениями» и «Морское приключение»                                                                  |                                                                                |
| 2003   | 24-я | • Джастин Гуарини — «От Джастина к Келли»                                                                                                 |                                                                                |
| 2003   | 24-я | • Эштон Кутчер — «Молодожёны», «Дочь моего босса» и «Оптом дешевле»                                                                       |                                                                                |
| 2003   | 24-я | • Майк Майерс — «Кот» |                                                                                |
| 2004   | 25-я | | • Джордж Буш — документальный фильм «Фаренгейт 9/11»                           |
| 2004   | 25-я | • Бен Аффлек — «Девушка из Джерси» и «Пережить Рождество»                                                                                 |                                                                                |
| 2004   | 25-я | • Вин Дизель — «Хроники Риддика» |                                                                                |
| 2004   | 25-я | • Бен Стиллер — «А вот и Полли», «Вышибалы», «Убойная парочка: Старски и Хатч», «Телеведущий: Легенда о Роне Бургунди» и «Чёрная зависть» |                                                                                |
| 2004   | 25-я | • Колин Фаррелл — «Александр» |                                                                                |
| 2005   | 26-я | | • Роб Шнайдер — «Мужчина по вызову 2»                                          |
| 2005   | 26-я | • Дуэйн Джонсон — «Doom» |                                                                                |
| 2005   | 26-я | • Джейми Кеннеди — «Сын Маски» |                                                                                |
| 2005   | 26-я | • Том Круз — «Война миров» |                                                                                |
| 2005   | 26-я | • Уилл Феррелл — «Бей и кричи» и «Колдунья»                                                                                               |                                                                                |
| 2006   | 27-я | | • Марлон Уэйанс и Шон Уэйанс — «Шалун»                                         |
| 2006   | 27-я | • Тим Аллен — «Санта Клаус 3», «Капитан Зум: Академия супергероев» и «Лохматый папа»                                                      |                                                                                |
| 2006   | 27-я | • Ларри-кабельщик — «Санинспектор» |                                                                                |
| 2006   | 27-я | • Николас Кейдж — «Плетёный человек» |                                                                                |
| 2006   | 27-я | • Роб Шнайдер — «Запасные игроки» и «Шалун»                                                                                               |                                                                                |
| 2007   | 28-я | | • Эдди Мерфи — «Уловки Норбита»                                                |
| 2007   | 28-я | • Кьюба Гудинг — «Дежурный папа: Летний лагерь» и «Уловки Норбита»                                                                        |                                                                                |
| 2007   | 28-я | • Николас Кейдж — «Призрачный гонщик», «Пророк» и «Сокровище нации: Книга тайн»                                                           |                                                                                |
| 2007   | 28-я | • Джим Керри — «Роковое число 23» |                                                                                |
| 2007   | 28-я | • Адам Сэндлер — «Чак и Ларри: Пожарная свадьба»                                                                                          |                                                                                |
| 2008   | 29-я | | • Майк Майерс — «Секс-гуру»                                                    |
| 2008   | 29-я | • Ларри-кабельщик — «Бестолковая защита»                                                                                                  |                                                                                |
| 2008   | 29-я | • Эдди Мерфи — «Знакомьтесь: Дэйв» |                                                                                |
| 2008   | 29-я | • Аль Пачино — «Право на убийство» и «88 минут»                                                                                           |                                                                                |
| 2008   | 29-я | • Марк Уолберг — «Явление» и «Макс Пэйн»                                                                                                  |                                                                                |
| 2009   | 30-я | | • «Jonas Brothers» (в роли себя) — «Jonas Brothers: The 3D Concert Experience» |
| 2009   | 30-я | • Уилл Феррелл — «Затерянный мир» |                                                                                |
| 2009   | 30-я | • Стив Мартин — «Розовая пантера 2» |                                                                                |
| 2009   | 30-я | • Эдди Мерфи — «Представь себе» |                                                                                |
| 2009   | 30-я | • Джон Траволта — «Так себе каникулы» |                                                                                |

### 2010—2019
| За год | Ном. | Фотографии лауреатов                                                                 | Лауреаты и номинанты                                                             |
| ------ | ---- | ------------------------------------------------------------------------------------ | -------------------------------------------------------------------------------- |
| 2010   | 31-я |                                                                                      | • Эштон Кутчер — «Киллеры» и «День святого Валентина»                            |
| 2010   | 31-я | • Джек Блэк — «Путешествия Гулливера»                                                |                                                                                  |
| 2010   | 31-я | • Джерард Батлер — «Охотник за головами»                                             |                                                                                  |
| 2010   | 31-я | • Тейлор Лотнер — «Сумерки. Сага. Затмение»                                          |                                                                                  |
| 2010   | 31-я | • Роберт Паттинсон — «Сумерки. Сага. Затмение»                                       |                                                                                  |
| 2011   | 32-я |                                                                                      | • Адам Сэндлер — «Такие разные близнецы» и «Притворись моей женой»               |
| 2011   | 32-я | • Рассел Брэнд — «Артур. Идеальный миллионер»                                        |                                                                                  |
| 2011   | 32-я | • Николас Кейдж — «Сумасшедшая езда», «Время ведьм» и «Что скрывает ложь»            |                                                                                  |
| 2011   | 32-я | • Тейлор Лотнер — «Погоня» и «Сумерки. Сага: Рассвет — Часть 1»                      |                                                                                  |
| 2011   | 32-я | • Ник Свардсон — «Баки Ларсон: Рождённый быть звездой»                               |                                                                                  |
| 2012   | 33-я |                                                                                      | • Адам Сэндлер — «Папа-досвидос»                                                 |
| 2012   | 33-я | • Николас Кейдж — «Призрачный гонщик 2» и «Голодный кролик атакует»                  |                                                                                  |
| 2012   | 33-я | • Эдди Мерфи — «Тысяча слов»                                                         |                                                                                  |
| 2012   | 33-я | • Роберт Паттинсон — «Сумерки. Сага: Рассвет — Часть 2»                              |                                                                                  |
| 2012   | 33-я | • Тайлер Перри — «Я, Алекс Кросс» и «Хорошие поступки»                               |                                                                                  |
| 2013   | 34-я |                                                                                      | • Джейден Смит — «После нашей эры»                                               |
| 2013   | 34-я | • Джонни Депп — «Одинокий рейнджер»                                                  |                                                                                  |
| 2013   | 34-я | • Эштон Кутчер — «Джобс: Империя соблазна»                                           |                                                                                  |
| 2013   | 34-я | • Адам Сэндлер — «Одноклассники 2»                                                   |                                                                                  |
| 2013   | 34-я | • Сильвестр Сталлоне — «Неудержимый», «План побега» и «Забойный реванш»              |                                                                                  |
| 2014   | 35-я |                                                                                      | • Кирк Кэмерон — «Спасти Рождество»                                              |
| 2014   | 35-я | • Николас Кейдж — «Оставленные»                                                      |                                                                                  |
| 2014   | 35-я | • Келлан Латс — «Геракл: Начало легенды»                                             |                                                                                  |
| 2014   | 35-я | • Сет Макфарлейн — «Миллион способов потерять голову»                                |                                                                                  |
| 2014   | 35-я | • Адам Сэндлер — «Смешанные»                                                         |                                                                                  |
| 2015   | 36-я |                                                                                      | • Джейми Дорнан — «Пятьдесят оттенков серого»                                    |
| 2015   | 36-я | • Джонни Депп — «Мордекай»                                                           |                                                                                  |
| 2015   | 36-я | • Кевин Джеймс — «Толстяк против всех»                                               |                                                                                  |
| 2015   | 36-я | • Адам Сэндлер — «Сапожник» и «Пиксели»                                              |                                                                                  |
| 2015   | 36-я | • Ченнинг Татум — «Восхождение Юпитер»                                               |                                                                                  |
| 2016   | 37-я |                                                                                      | • Динеш Д’Соуза — «Америка Хиллари: Тайная история Демократической партии»       |
| 2016   | 37-я | • Бен Аффлек — «Бэтмен против Супермена: На заре справедливости»                     |                                                                                  |
| 2016   | 37-я | • Джерард Батлер — «Боги Египта» и «Падение Лондона»                                 |                                                                                  |
| 2016   | 37-я | • Генри Кавилл — «Бэтмен против Супермена: На заре справедливости»                   |                                                                                  |
| 2016   | 37-я | • Роберт Де Ниро — «Дедушка лёгкого поведения»                                       |                                                                                  |
| 2016   | 37-я | • Бен Стиллер — «Образцовый самец № 2»                                               |                                                                                  |
| 2017   | 38-я |                                                                                      | • Том Круз — «Мумия»                                                             |
| 2017   | 38-я | • Джонни Депп — «Пираты Карибского моря: Мертвецы не рассказывают сказки»            |                                                                                  |
| 2017   | 38-я | • Джейми Дорнан — «На пятьдесят оттенков темнее»                                     |                                                                                  |
| 2017   | 38-я | • Марк Уолберг — «Здравствуй, папа, Новый год! 2» и «Трансформеры: Последний рыцарь» |                                                                                  |
| 2017   | 38-я | • Зак Эфрон — «Спасатели Малибу»                                                     |                                                                                  |
| 2018   | 39-я |                                                                                      | • Дональд Трамп (в роли самого себя) — «Смерть нации» (англ.) и «Фаренгейт 11/9» |
| 2018   | 39-я | • Джонни Депп (голос) — «Шерлок Гномс»                                               |                                                                                  |
| 2018   | 39-я | • Уилл Феррелл — «Холмс & Ватсон»                                                    |                                                                                  |
| 2018   | 39-я | • Джон Траволта — «Кодекс Готти»                                                     |                                                                                  |
| 2018   | 39-я | • Брюс Уиллис — «Жажда смерти»                                                       |                                                                                  |
| 2019   | 40-я |                                                                                      | • Джон Траволта — «Фанат» и «Бок о бок» (англ.)                                  |
| 2019   | 40-я | • Джеймс Франко — «Зеровилль»                                                        |                                                                                  |
| 2019   | 40-я | • Дэвид Харбор — «Хеллбой»                                                           |                                                                                  |
| 2019   | 40-я | • Мэттью Макконахи — «Море соблазна»                                                 |                                                                                  |
| 2019   | 40-я | • Сильвестр Сталлоне — «Рэмбо: Последняя кровь»                                      |                                                                                  |

### 2020—н.в.
| За год | Ном. | Фотографии лауреатов                                                 | Лауреаты и номинанты                                  |
| ------ | ---- | -------------------------------------------------------------------- | ----------------------------------------------------- |
| 2020   | 41-я |                                                                      | • Майк Линделл — «Абсолютное доказательство»          |
| 2020   | 41-я | • Роберт Дауни-младший — «Удивительное путешествие доктора Дулиттла» |                                                       |
| 2020   | 41-я | • Мишель Морроне — «365 дней»                                        |                                                       |
| 2020   | 41-я | • Дэвид Спейд — «Не та девушка»                                      |                                                       |
| 2020   | 41-я | • Адам Сэндлер — «Хэллоуин Хьюби»                                    |                                                       |
| 2021   | 42-я |                                                                      | • Леброн Джеймс — «Космический джем: Новое поколение» |
| 2021   | 42-я | • Скотт Иствуд — «Опасный»                                           |                                                       |
| 2021   | 42-я | • Бен Платт — «Дорогой Эван Хансен»                                  |                                                       |
| 2021   | 42-я | • Марк Уолберг — «Бесконечность»                                     |                                                       |
| 2021   | 42-я | • Роу Хартэмпф — «Диана: Мюзикл»                                     |                                                       |
| 2022   | 43-я |                                                                      | • Джаред Лето — «Морбиус»                             |
| 2022   | 43-я | • Machine Gun Kelly — «Доброго траура»                               |                                                       |
| 2022   | 43-я | • Пит Дэвидсон (озвучка) — «Мармадюк»                                |                                                       |
| 2022   | 43-я | • Сильвестр Сталлоне — «Самаритянин»                                 |                                                       |
| 2022   | 43-я | • Том Хэнкс — «Пиноккио»                                             |                                                       |
| 2023   | 44-я |                                                                      | • Джон Войт — «Милосердие»                            |
| 2023   | 44-я | • Вин Дизель — «Форсаж 10»                                           |                                                       |
| 2023   | 44-я | • Рассел Кроу — «Экзорцист Ватикана»                                 |                                                       |
| 2023   | 44-я | • Джейсон Стейтем — «Мег 2: Бездна»                                  |                                                       |
| 2023   | 44-я | • Крис Эванс — «Без ответа»                                          |                                                       |
| 2024   | 45-я |                                                                      | • Джерри Сайнфелд — «Без глазури»                     |
| 2024   | 45-я | • Джек Блэк — «Дорогой Санта»                                        |                                                       |
| 2024   | 45-я | • Деннис Куэйд — «Рейган»                                            |                                                       |
| 2024   | 45-я | • Закари Ливай — «Гарольд и волшебный мелок»                         |                                                       |
| 2024   | 45-я | • Хоакин Феникс — «Джокер: Безумие на двоих»                         |                                                       |

## Статистика

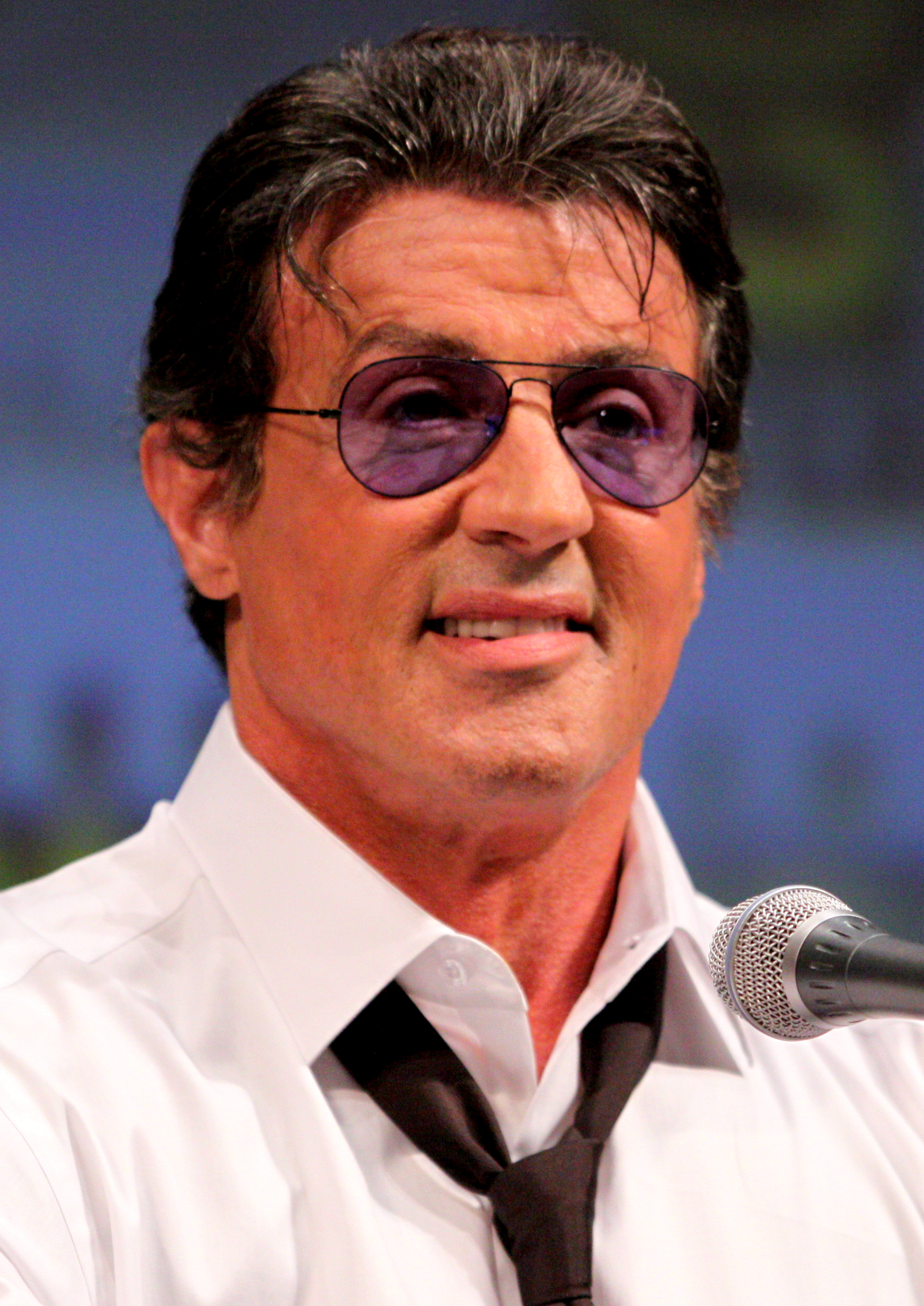
Сильвестр Сталлоне является рекордсменом по общему числу номинаций (16), числу номинаций в течение нескольких лет подряд (9, 1984—1992), и побед (4).

### Многократные победители
4 победы
- Сильвестр Сталлоне

3 победы
- Кевин Костнер
- Адам Сэндлер

2 победы
- Поли Шор
- Джон Траволта

### Многократные номинанты
| 16 номинаций - Сильвестр Сталлоне 12 номинаций - Адам Сэндлер 7 номинаций - Кевин Костнер - Джон Траволта 5 номинаций - Николас Кейдж - Эдди Мерфи | 4 номинации - Бен Аффлек - Джонни Депп - Арнольд Шварценеггер - Брюс Уиллис 3 номинации - Том Круз - Уилл Феррелл - Эштон Кутчер - Киану Ривз - Бёрт Рейнольдс - Стивен Сигал - Марк Уолберг |